# Generation Why
«Generation Why» (с англ. — «Поколение „Почему“») — первый эпизод американского мини-сериала «Мисс Марвел» (2022), основанного на одноимённом персонаже комиксов Marvel. В этом эпизоде Камала Хан пытается попасть на первый в истории съезд поклонников Мстителей AvengersCon, обретая суперспособности с помощью магического браслета. Действие эпизода происходит в медиафраншизе «Кинематографическая вселенная Marvel» (КВМ), разделяя преемственность с фильмами франшизы. Сценаристом выступила Биша К. Али, а режиссёрами — Адиль и Билал.
Иман Веллани исполняет роль Камалы Хан. Главные роли также исполняют Мэтт Линтц, Ясмин Флетчер, Зенобия Шрофф, Мохан Капур, Саагар Шейх, Лорел Марсден и Ажар Усман.
Эпизод «Generation Why» был выпущен на Disney+ 8 июня 2022 года.

## Сюжет
Камала Хан — 16-летняя старшеклассница и фанатка Мстителей, особенно Капитана Марвел. После очередной неудачи на экзамене по вождению Камала и её лучший друг Бруно Каррелли разрабатывают план, чтобы посетить первый в истории съезд поклонников Мстителей AvengersCon, избегая строгих правил родителей Хан. Камала получает от своей бабушки посылку со старыми ненужными вещами, но замечает интересный браслет и решает сделать его частью своего фанатского костюма Капитана Марвел. Готовясь выйти на сцену, девушка надевает браслет, что активирует способности по использованию космической энергии для создания всевозможных конструкций и вызывает хаос на съезде. Бруно спешно отвозит Камалу домой, где её мать Муниба читает дочери нотации.
После случившегося на AvengersCon агенты Департамента США по ликвидации разрушений (DODC) П. Клири и Сэйди Дивер просматривают видео инцидента с Камалой и решают начать расследование.

## Маркетинг
Постер к эпизоду был представлен официальным аккаунтом сериала в Твиттере через 7 дней после его выхода.

## Релиз
Эпизод «Generation Why» был выпущен на стриминговом сервисе Disney+ 8 июня 2022 года.

## Реакция
На сайте-агрегаторе рецензий Rotten Tomatoes эпизод имеет рейтинг 96 % со средней оценкой 8 из 10 на основе 81 рецензии. Консенсус критиков гласит: «Взяв за основу бурное воображение отважного главного героя, „Мисс Марвел“ мгновенно обретает свою индивидуальность с помощью этой энергичной премьеры». Эмма Фрейзер из IGN поставила серии столько же баллов и похвалила режиссёров за визуальные эффекты. Сара Шаффи из The A.V. Club дала премьере оценку «B+» и отметила, что «первый эпизод посвящён культурному происхождению Камалы, но также затрагивает ислам». Кирстен Говард из Den of Geek вручила премьере 5 звёзд из 5 и посчитала, что «будет забавно наблюдать, как рвение Камалы сыграет против других персонажей КВМ в будущем». Джек Шеперд из GamesRadar дал эпизоду 4 балла с половиной из 5 и написал, что у сериала, возможно, лучшая премьера, среди других, выходивших на Disney+. Арезу Амин из Collider поставила серии оценку «А-» и подчеркнула, что «помимо знакомства с самой Камалой, этот эпизод также прекрасно представляет всё её окружение».